# Markus Hering

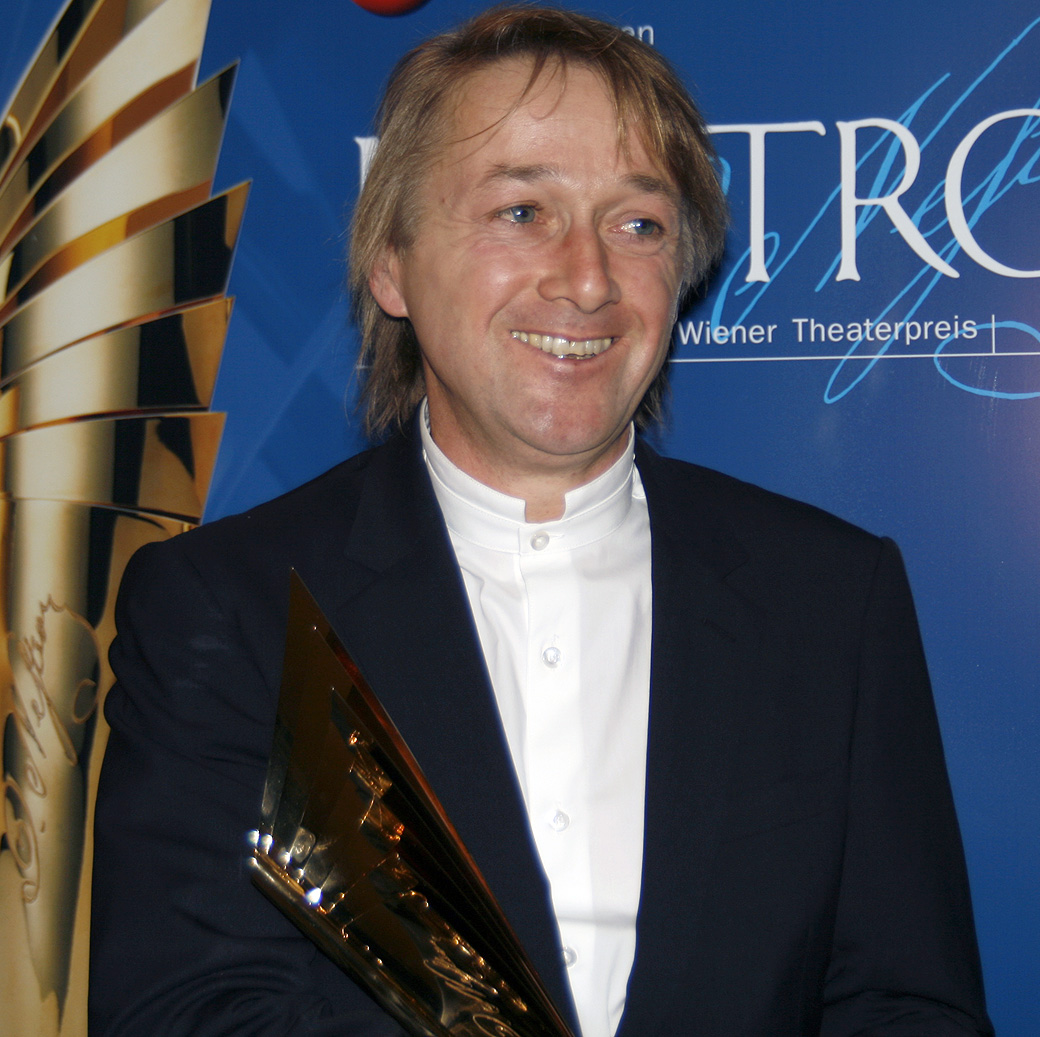
Markus Hering, als bester Schauspieler mit dem Nestroy-Theaterpreis 2008 ausgezeichnet

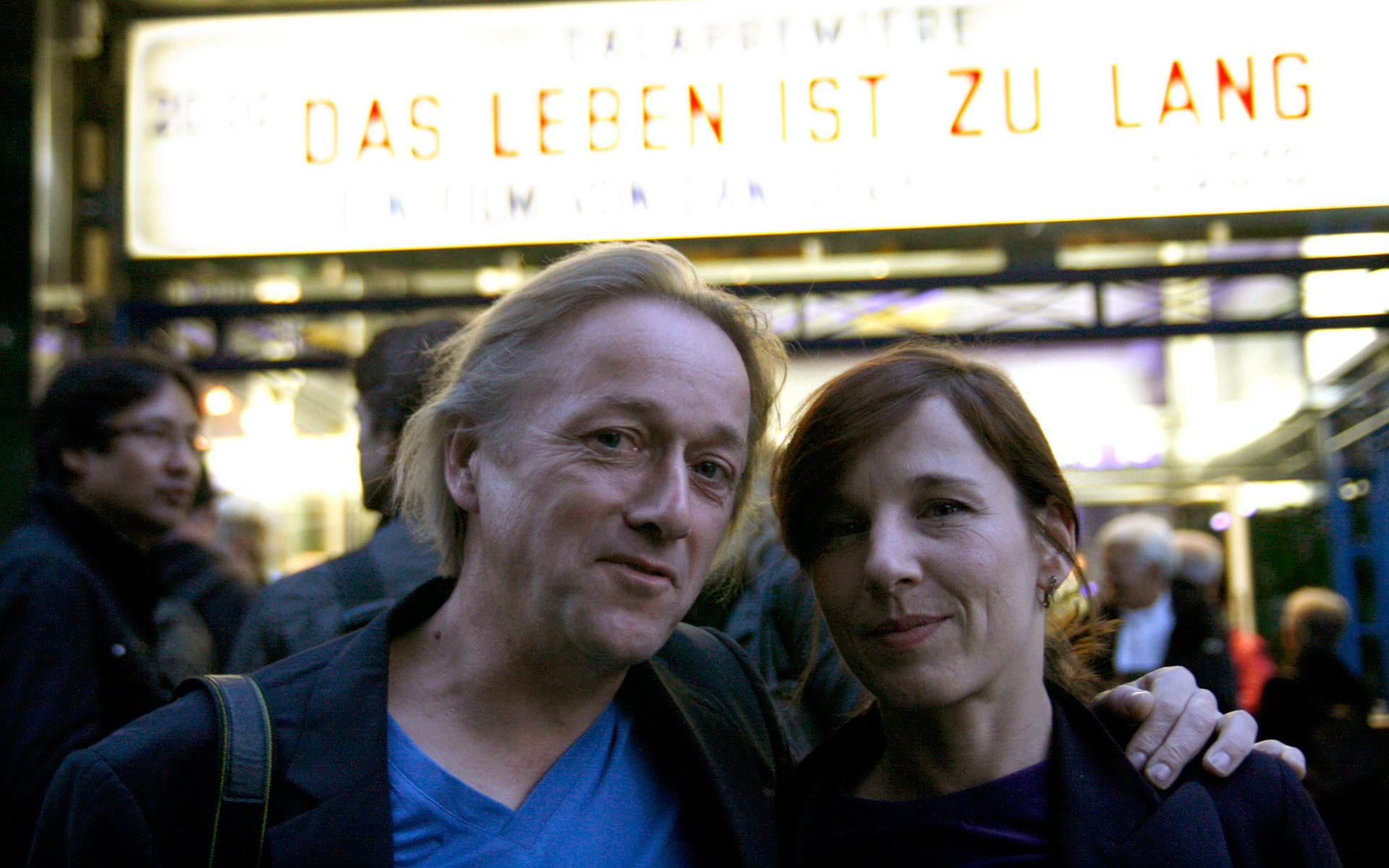
Hering mit Meret Becker bei der Österreichpremiere von Das Leben ist zu lang (2010)

Markus Hering (* 26. April 1960 in Siegen) ist ein freischaffender deutscher Film- und Theaterschauspieler und war lange Jahre Mitglied des Burgtheaters.

## Biografie
Hering wuchs in dem Siegerländer Dorf Holzhausen auf. Er bestand 1979 sein Abitur an der Evangelischen Landesschule zur Pforte in Meinerzhagen in der gleichen Klasse wie der Diplomat Nikolaus Meyer-Landrut und der Rechtsanwalt Oliver Tolmein. Anschließend absolvierte er eine Tischlerlehre und war als Waldarbeiter tätig.
Seine Schauspielausbildung machte er von 1983 bis 1987 an der Hochschule für Musik und Theater in Hannover. Sein erstes Engagement führte ihn von 1987 bis 1989 ans Staatstheater Kassel.    Später wurde er nach Wien engagiert. Hier spielte er unter anderem am Schauspielhaus und am Volkstheater. In der Saison 1992–93 kam er ans Burgtheater. Bis 2011 gehörte er dort zum festen Ensemble. Seit September 2011 arbeitet er am Residenztheater München. Seit 2015 ist er wieder im Ensemble des Burgtheaters Wien.
Er ist geschieden und hat drei Töchter. Eine Tochter, Gretchen, spielte die Rolle der Infantin des spanischen Königshauses in Andrea Breths Don Carlos-Inszenierung und war 2014 in Die Freischwimmerin unter der Regie von Holger Barthel zu sehen, die älteste Tochter Lili spielt hin und wieder in deutschen Kinofilmen (Ameisen gehen andere Wege u. a.).

## Rollen
Markus Hering war unter anderem in Frank Wedekinds Lulu (Regie Andreas Kriegenburg, 1999) als Enkidu in Gilgamesch von Raoul Schrott (Regie Theu Boermans, 2002) und als Dirigent in Gert Jonkes Chorfantasie (Regie Christiane Pohle, Koproduktion Graz 2003/Burgtheater, Uraufführung) zu sehen. Für diese Rolle wurde er 2003 auch mit dem Nestroy-Theaterpreis in der Kategorie Bester Schauspieler ausgezeichnet. Markus Hering spielte die Rolle von Frank in Die Frau von früher von Roland Schimmelpfennig (Regie Stephan Müller) im Akademietheater und er las aus dem finnischen Nationalepos Kalevala von Elias Lönnrot im Vestibül des Burgtheaters, außerdem war er in Babel von Elfriede Jelinek in der Regie von Nicolas Stemann zu sehen. 2008 wurde er zum zweiten Mal mit einem Nestroy als Bester Schauspieler ausgezeichnet. In Stefan Bachmanns Inszenierung von „Verbrennungen“ spielte er den Notar Hermile Lebel. „Der freie Fall“ von Gert Jonke und die Rolle des Königs in „Philotas“ waren letzte wichtige Arbeiten am Burgtheater. In München spielt er im „Weiten Land“ unter der Regie von Martin Kusej, im „Sommernachtstraum“, Regie Michael Thalheimer,  in der „Ballade vom traurigen Cafe“ den Vetter Lymon in der Regie von Walter Meyerjohann, den Malvolio in „Was Ihr wollt“ in der Regie von Amelie Niermeier und in „Trilogie der Sommerfrische“ von Herbert Fritsch. Am Burgtheater Wien spielte Markus Hering in „Die Wiedervereinigung der beiden Koreas“ unter der Regie von Peter Wittenberg mit. Er spielte die Titelrolle in „jedermann (stirbt)“ von Ferdinand Schmalz und ist seit 2018 wieder festes Ensemblemitglied im Wiener Burgtheater.

## Fernsehen
Hering betätigt sich auch als Film- und Fernsehschauspieler. Er spielte in den Serien Tatort, Kommissar Rex und in den Filmen Ein Lied von Liebe und Tod – Gloomy Sunday, Charms Zwischenfälle, Wiener Blut, Der Stellvertreter und Whisky mit Wodka mit. In der Komödie Das Leben ist zu lang (2010) von Dani Levy spielte er die Hauptrolle des Alfi Seliger. Seit 2001 ist er in der ARD-Serie Um Himmels Willen der Herr Stolpe. Hering ist in „Finsterworld“ von Frauke Finsterwalder zu sehen sowie im Kinofilm von Christian Frosch, Von jetzt an kein Zurück. In der Neuverfilmung von Heidi spielt Markus Hering den Hausarzt von Clara. Zu sehen in „Looping“ von Leonie Krippendorff, einem hochgelobten Erstlingsfilm mit Jella Haase, Marie-Lou Sellem und Lana Cooper in den Hauptrollen. 2017 drehte Rena Dumont ihren Kurzfilm „Hans im Pech“ mit ihm in der Hauptrolle. Der Film hat großen Erfolg auf etlichen Filmfestivals.

## Hörbücher
- Kalewala von Elias Lönnrot
- Sallys Geheimnis von Arno Geiger
- Aus meinem Leben von Franz Michael Felder
- Jonke zu hören- Markus Hering liest Gert Jonke

## Filmografie
- 1990: Ekkehard (2 Folgen)
- 1994: Mautplatz
- 1995: Transit
- 1996: Charms Zwischenfälle
- 1996–2001: Kommissar Rex (2 Folgen)
- 1999: Ein einzelner Mord
- 1999: Ein Lied von Liebe und Tod – Gloomy Sunday
- 1999: In aller Freundschaft: Der Neue
- 2000: Hirnschal gegen Hitler
- 2000: Kaliber Deluxe
- 2000: Liebestod
- 2000: The Long Rain
- 2000: Probieren Sie’s mit einem Jüngeren
- 2000: Tatort – Chaos
- 2001: www.vermisst-auf-dem-oktoberfest.de
- 2001: Die Kommissarin – Tödliches Verlangen
- 2001: Eine öffentliche Affäre
- 2002: Projektionen eines Filmvorführers in einem Pornokino
- 2002: Der Stellvertreter
- 2002: Der Bulle von Tölz: Mord mit Applaus
- 2002: Solino
- 2002: Ein himmlisches Weihnachtsgeschenk (Fernsehfilm)
- 2002: Julia – Eine ungewöhnliche Frau – Unschuldig
- 2002: Medicopter 117 – Jedes Leben zählt – Geldtransport
- 2002–2021 Um Himmels Willen als Herr Stolpe
- 2003: Die Sitte – Verbotene Lust
- 2003: Liebe zartbitter
- 2003: Im Namen des Gesetzes – Schüsse in der Nacht
- 2003: Der Puppengräber
- 2003: Wenn Weihnachten wahr wird
- 2004: Land’s End
- 2004: Europäische Visionen
- 2004: Der Bestseller – Wiener Blut
- 2005: Ein Fall für zwei – Graffiti
- 2005, 2020: SOKO Kitzbühel – Aus der Stille kommt der Tod, Die Freiheit am Ende
- 2006: Schlosshotel Orth – Zurück ins Leben
- 2006: Fünf Sterne – Falschmeldung
- 2007: Immer nie am Meer
- 2007: Weiße Lilien
- 2007: Tatort – Roter Tod
- 2008: König Lear
- 2008: Das jüngste Gericht
- 2008: Die Slupetzkis – Urlaub in Balkonien
- 2008: Die Slupetzkis – Urlaub wider Willen
- 2009: Whisky mit Wodka
- 2010: Das Leben ist zu lang
- 2010: Tatort – Borowski und eine Frage von reinem Geschmack
- seit 2011: Schnell ermittelt
- 2011: Tatort – Das Dorf
- 2011: Ameisen gehen andere Wege
- 2012: Alarm für Cobra 11 – Die Autobahnpolizei – Freunde fürs Leben
- 2012: Der Kriminalist – Blaues Blut
- 2013: Großstadtklein
- 2013: Finsterworld
- 2013: SOKO Donau – A schene Leich
- 2013: Kommissarin Heller: Tod am Weiher
- 2014: Von jetzt an kein Zurück
- 2014: Ellas Entscheidung (Fernsehfilm)
- 2015: Tatort – Côte d’Azur
- 2015: Heidi
- 2016: Looping
- 2016: Heldt – Der Kuckuck
- 2017: Tatort – Am Ende geht man nackt
- 2017: Tatort – Hardcore
- 2018: Hans im Pech (Kurzfilm)
- 2019: Brecht
- 2020: Um Himmels Willen – Loslassen
- 2020: Enfant Terrible
- 2022: Fossil
- 2024: Zitronenherzen (Fernsehfilm)

## Hörspiele
- 2014: Werner Fritsch: Aller Seelen – Regie: Werner Fritsch (Hörspiel – ORF/HR)
- 2014: Thomas Glavinic: Die Arbeit der Nacht – Regie: Ursula Scheidle (Hörspiel – NDR/ORF)
- 2015: David Vogel: Eine Wiener Romanze – Regie: Harald Krewer (Hörspiel, 2 Teile – ORF/DKultur)
- 2023: 9 Millimeter – Autor: Lionel Spycher – Regie: Harald Krewer

## Auszeichnungen
Nestroypreis als bester österreichischer Schauspieler 2003 und 2008, Schauspieler des Jahres im ORF 2014